# 1972 w literaturze
Wydarzenia literackie w 1972 roku.

## Wydarzenia
- polskie
  - ukazał się pierwszy numer tygodnika Literatura
- zagraniczne
  - w Londynie założono British Library
  - w Nowym Jorku ukazał się pierwszy przekład Lalki na język angielski

## Proza beletrystyczna i literatura faktu

### Język polski
- Aleksander Minkowski
  - Artur (Wydawnictwo Harcerskie Horyzonty)[1]
  - Szaleństwo Majki Skowron (Wydawnictwo Harcerskie Horyzonty)[2]
- Ewa Maria Ostrowska – Ścigany przez samego siebie (pod pseudonimem Brunon Zbyszewski) (Wydawnictwo Łódzkie)[3]
- Stanisław Ignacy Witkiewicz – 622 upadki Bunga, czyli Demoniczna kobieta (Państwowy Instytut Wydawniczy)[4]

### Inne języki
- Agatha Christie – Słonie mają dobrą pamięć (Elephants can remember)
- James Herriot – To nie powinno się zdarzyć (It Shouldn't Happen to a Vet)
- Vladimir Nabokov – Przezroczyste przedmioty (Transparent Things)
- Arkadij i Boris Strugaccy – Piknik na skraju drogi (Пикник на обочине)
- David Morrell – Rambo: Pierwsza krew (First Blood)
- Ira Levin – Żony ze Stepford (The Stepford Wives)

## Wywiady
- polskie
- zagraniczne

## Dzienniki, autobiografie, pamiętniki
- polskie
- zagraniczne
- wydania polskie tytułów zagranicznych

## Nowe eseje, szkice i felietony
- polskie
- zagraniczne
- wydania polskie tytułów zagranicznych

## Nowe dramaty
- polskie
  - Zbigniew Herbert – Listy naszych czytelników
  - Helmut Kajzar – +++ (trzema krzyżykami)
  - Tadeusz Różewicz – Na czworakach
- zagraniczne
- wydania polskie tytułów zagranicznych

## Nowe poezje
- polskie
  - Stanisław Barańczak – Dziennik poranny
  - Stanisław Swen Czachorowski – Klęczniki oriońskie
  - Stanisław Grochowiak – Polowanie na cietrzewie
  - Jerzy Harasymowicz – Bar na stawach
  - Jerzy Hordyński – Egzorcyzmy
  - Tymoteusz Karpowicz – Odwrócone światło
  - Jerzy Kronhold – Samopalenie
  - Ewa Lipska – Trzeci zbiór wierszy
  - Józef Łobodowski – W połowie wędrówki
  - Rafał Wojaczek
    - Którego nie było
    - Nie skończona krucjata

  - Adam Zagajewski – Komunikat
- zagraniczne
  - Matilde Camus – Źródło miłości (Manantial de amor)
  - Seamus Heaney – Wintering Out
  - Thomas Kinsella – Notes from the Land of the Dead Kingdom
  - Derek Mahon – Lives
  - Ronald Stuart Thomas – H’m[5]
  - Elizabeth Jennings – Relationships[6]
  - William Plomer – Celebrations[6]
  - D.J. Enright – The Terribe Shears[6]

- wydania polskie tytułów zagranicznych
- antologie polskie
- antologie zagraniczne
- wydania polskie antologii zagranicznych

## Nowe prace naukowe i biografie
- polskie
- zagraniczne
  - Saul Kripke – Nazywanie a konieczność (Naming and Necessity)
  - Stanislao Loffreda – A Visit to Capharnaum
  - Sylvester Saller – Second Revised Catalogue of the Ancient Synagogues of the Holy Land
- wydania polskie tytułów zagranicznych

## Urodzili się
- 13 stycznia – Miroslav Žamboch, czeski pisarz fantasy i science fiction
- 19 stycznia – Anna Matwiejewa, rosyjska pisarka, dziennikarka i redaktorka
- 3 lutego – Riku Korhonen, fiński pisarz i dziennikarz
- 11 lutego – Noboru Yamaguchi, japoński autor light novel i twórca scenariuszy powieści wizualnych (zm. 2013)
- 27 lutego – Maja Lidia Kossakowska, polska pisarka fantastyki (zm. 2022)
- 2 marca – Monique Schwitter, szwajcarska pisarka i aktorka
- 20 marca – Emily Giffin, amerykańska pisarka
- 29 marca – Ernest Cline, amerykański pisarz tworzący fantastykę naukową
- 2 kwietnia
  - Krzysztof Beśka, polski pisarz
  - Thomas Glavinic, austriacki pisarz
- 30 kwietnia – Bekim Sejranović, bośniacki i chorwacki pisarz i tłumacz (zm. 2020)
- 23 maja – Max Brooks, amerykański autor fantastyki
- 25 maja – Anna Podczaszy, polska poetka
- 28 maja – Marcin Szczygielski, polski pisarz i dziennikarz
- 2 czerwca – Paweł Majka, polski pisarz fantastyki
- 4 czerwca
  - Joe Hill, amerykański pisarz
  - Anna T. Szabó, węgierska poetka, pisarka i tłumaczka
- 16 czerwca – Andy Weir, amerykański pisarz
- 23 czerwca – Jacek Komuda, polski pisarz
- 1 lipca – Wołodymyr Wakułenko, ukraiński pisarz i poeta (zm. 2022)
- 6 sierpnia – Paolo Bacigalupi, amerykański autor fantastyki
- 20 sierpnia – Eva García Sáenz de Urturi, hiszpańska pisarka
- 26 sierpnia – Paula Hawkins, brytyjska pisarka
- 29 sierpnia – Sara Stridsberg, szwedzka pisarka, dramaturg i tłumaczka
- 6 września – China Miéville, brytyjski pisarz
- 19 września – N.K. Jemisin, amerykańska pisarka fantastyki
- 30 września – Ari Behn, norweski pisarz i dramaturg (zm. 2019)
- 5 października – Linda Boström Knausgård, szwedzka pisarka i poetka
- 9 października – Elżbieta Cherezińska, polska pisarka
- 13 października – Jan Costin Wagner, niemiecki pisarz
- 18 października – Wojciech Kuczok, polski prozaik i poeta
- 14 listopada – Agnieszka Lingas-Łoniewska, polska pisarka
- 26 listopada – James Dashner, amerykański pisarz fantastyki
- 26 grudnia – Robert Muchamore, brytyjski pisarz
- Milena Busquets, hiszpańska pisarka, dziennikarka i tłumaczka
- Joanna Degler, polska literaturoznawczyni i tłumaczka z języka jidysz
- Edward Docx, brytyjski pisarz
- Rabi Dżabir, pisarz i dziennikarz libański
- Lisa Gardner, amerykańska pisarka
- Fabio Geda, włoski pisarz
- Yiyun Li, chińska pisarka tworząca po angielsku
- Maggie O’Farrell, brytyjska pisarka
- Robert Ostaszewski, polski prozaik, felietonista, krytyk literacki
- Ben Rice, angielski pisarz
- Lilja Sigurðardóttir, islandzka pisarka i dramatopisarka
- Maria Stiepanowa, rosyjska poetka i eseistka
- Scarlett Thomas, angielska pisarka
- C.J. Tudor, brytyjska powieściopisarka

## Zmarli
- 7 stycznia – John Berryman, amerykański poeta (ur. 1914)
- 8 stycznia – Kenneth Patchen, amerykański poeta eksperymentalny i prozaik (ur. 1911)
- 14 stycznia – Anna Maria Achenrainer, austriacka poetka i pisarka (ur. 1909)
- 28 stycznia – Dino Buzzati, włoski pisarz i dziennikarz (ur. 1906)
- 2 lutego – Natalie Clifford Barney, amerykańska poetka, pamiętnikarka i autorka epigramatów (ur. 1876)
- 5 lutego – Marianne Moore, amerykańska poetka (ur. 1887)
- 11 lutego – Marian Hemar, polski poeta i satyryk (ur. 1901)
- 1 marca – Violet Trefusis, brytyjska pisarka (ur. 1894)
- 11 marca – Fredric Brown, amerykański pisarz science fiction (ur. 1906)
- 12 kwietnia – C.W. Ceram, niemiecki dziennikarz, pisarz i krytyk (ur. 1915)
- 16 kwietnia – Yasunari Kawabata, japoński pisarz, noblista (ur. 1899)
- 22 kwietnia – Klaus Herrmann, niemiecki pisarz (ur. 1903)
- 2 maja – Hugo Hartung, niemiecki dramaturg i pisarz (ur. 1902)
- 8 maja – Stefan Flukowski, polski poeta i pisarz (ur. 1902)
- 22 maja – Cecil Day-Lewis, irlandzki poeta i pisarz (ur. 1904)
- 24 maja – Michał Choromański, polski pisarz i dramaturg (ur. 1904)
- 30 maja – Michał Kryspin Pawlikowski, polski pisarz emigracyjny (ur. 1983)
- 12 czerwca – Edmund Wilson, amerykański krytyk literacki, pisarz i dziennikarz (ur. 1895)
- 8 lipca – Ghassan Kanafani, palestyński pisarz (ur. 1936)
- 2 sierpnia – Paul Goodman, amerykański powieściopisarz, dramatopisarz i poeta (ur. 1911)
- 14 sierpnia – Jules Romains, francuski pisarz, dramaturg, nowelista (ur. 1885)
- 17 sierpnia – Aleksandr Wampiłow, rosyjski dramaturg i prozaik (ur. 1937)
- 20 sierpnia – Abraham Moses Klein, kanadyjski pisarz pochodzenia żydowskiego (ur. 1909)
- 21 września – Henry de Montherlant, francuski pisarz (ur. 1895)
- 25 września – Alejandra Pizarnik, argentyńska poetka i pisarka (ur. 1936)
- 1 października – Kurt Hiller, niemiecki eseista żydowskiego pochodzenia (ur. 1885)
- 5 października – Iwan Jefriemow, radziecki paleontolog i pisarz fantastyki naukowej (ur. 1907)
- 1 listopada – Ezra Pound, amerykański poeta i eseista (ur. 1885)
- 2 listopada – Aleksandr Bek, rosyjski pisarz (ur. 1903)
- 11 listopada – Wiera Inbier, rosyjska poetka (ur. 1890)
- 10 grudnia – Mark Van Doren, amerykański poeta (ur. 1894)
- 14 grudnia – Angeł Karalijczew, bułgarski pisarz (ur. 1902)
- 20 grudnia – Günter Eich, niemiecki poeta (ur. 1907)
- Rachela Fajgenberg – żydowska pisarka tworząca w językach jidysz i hebrajskim (ur. 1885)

## Nagrody
- Nagroda Nobla – Heinrich Böll
- Nagroda Kościelskich – Stanisław Barańczak, Bonifacy Miązek, Edward Stachura, Władysław Lech Terlecki
- Złoty Wieniec Strużańskich wieczorów poezji – Pablo Neruda
- Georg-Büchner-Preis – Elias Canetti